# Investidura presidencial de John F. Kennedy
La investidura presidencial de John F. Kennedy tuvo lugar el 20 de enero de 1961. El juramento estuvo a cargo del Juez de la Corte Suprema de Justicia Earl Warren. Kennedy se convirtió en el trigésimo quinto Presidente de los Estados Unidos.